# Poslednja pesem (film)
Poslednja pesem je mladostniški dramski film iz leta 2010, napisan po istoimenskem romanu Nicholasa Sparksa. Film je režirala Julie Anne Robinson, scenarij zanj pa sta napisala Nicholas Sparks in Jeff Van Wie. Zvezdniki filma Poslednja pesem Miley Cyrus, Liam Hemsworth in Greg Kinnear upodabljajo zgodbo o uporniški najstnici, ki poskuša ponovno vzpostaviti stik s svojim odtujenim očetom in se zaljubi na južni tihi plaži. Film je distribiralo podjetje Touchstone Pictures.
Nicholas Sparks je napisal roman in scenarij za film, posnet po romanu. Scenarij je dokončal v januarju 2009, preden je končal roman in tako je scenarij postal njegov prvi filmski scenarij, ki ga ni napisal po svoji že izdani knjigi. Snemanje, ki je originalno potekalo v Severni Karolini, kot govori roman, se je kasneje premestilo v Georgio po več mesecih kampanje za film. Snemali so v Tybee Islandu, Georgia in okolici Savannah. Poslednja pesem je prvi film, posnet v Tybee Islandu. Snemanje je trajalo od 15. junija do 18. avgusta 2009, večinoma na plažah raznih otokov. Film Poslednja pesem na bi originalno izšel 8. januarja 2010, vendar se je ta datum prestavil na 31. marec 2010.

## Zgodba
Pri sedemnajstih Veronica »Ronnie« Miller (Miley Cyrus) ostaja enako uporniška kot dan po težki ločitvi svojih staršev in po očetovi preselitvi v Georgio pred tremi leti. Nekoč čudežni otrok zaradi svoje uspešnosti ob igranju na klasičnem klavirju pod vodstvom svojega očeta Stevea Millerja (Greg Kinnear), Ronnie odkar je njen oče odšel zavrača kakršen koli stik z inštrumentom. Med tem, ko se kolidž Juilliard zanjo zanima odkar je majhna deklica, zavrača šolanje na njem.
Ko se mama Kim (Kelly Preston) odloči, da bo čez poletje uporniško najstnico in njenega mlajšega brata Jonaha (Bobby Coleman) poslala k očetu, Steve dobi priložnost, da se ponovno poveže s svojo odtujeno hčerko. Steve, bivši profesor na Juilliardu in koncertni pianist, zdaj živi mirno življenje v Tybee Islandu, majhnem mestecu v Georgii ob plaži, kjer je odraščal. Izdeluje vitraže za okna za cerkev, ki je pred kratkim preživela požar.
Po prihodu je Ronnie nesrečna, sovražna in zaprta pred vsemi okrog nje, dokler ne spozna čednega in popularnega Willa Blakeleeja (Liam Hemsworth), ki se med igranjem odbojke zaleti vanjo in po njej polije njen jagodni sok. Ronnie se ga otrese in takoj zatem spozna uporniško Galdriel »Blaze,« ki živi s svojim fantom Marcusom. Na plaži ob tabornem ognju se Marcus zagleda v Ronnie, Blaze pa meni, da je do tega prišlo zato, ker se je Ronnie spogledovala z njim. Jezna zaradi tega, Blaze Ronnie v trgovini v torbico podtakne ogrlico. Ko Ronnie odide iz trgovine, jo nemudoma aretirajo kar jo spomni na incident iz New Yorka. Kasneje Ronnie odkrije gnezdo jajc glavatih karet blizu svojega doma. Karete poskuša zaščititi in tako spet sreča Willa, ki prostovoljno dela v akvariju. Po noči, ki jo z Willom preživi ob želvah, odkrije, da slednji vendarle ni tako plitek, kot je menila sprva.
Ko se Ronnie zaljubi v Willa, ji uspe razviti tudi boljšo, močnejšo vez z njenim očetom. Ko se njuno razmerje poglobi, jo njen oče potre z nenehnim kašljanjem nekega dne. Ronnie nemudoma odpelje Stevea v bolnišnico, kjer ji povejo, da so še preden je prišla k njemu na počitnice odkrili, da ima raka. Odloči se, da bo več časa preživljala z očetom, saj je očitno, da ne bo živel več dolgo. Ob približno istem času sta se Will in Ronnie sprla. Will je odšel na kolidž in ni jima ostalo dovolj časa, da bi se pobotala.
Steve je že nekaj časa delal še na zadnjih podrobnostih njegove nove skladbe. Pride jesen in Jonah se vrne nazaj v New York za novo šolsko leto, Ronnie pa ostane pri očetu, kjer skrbi zanj. Počasi poskuša nadomestiti zadnja tri leta, ko je svojega očeta ignorirala. Nazadnje Steve umre, Ronnie pa je zaradi tega zelo prizadeta.
Na pogrebu njenega očeta se Ronnie pripravi na govor, vendar pove, da nikakršen govor ne more povedati, kako čudovit je bil njen oče. Namesto tega je končala skladbo, ki jo je njen oče začel pisati, vendar je ni nikoli dokončal in jo zaigrala na pogrebu.
Po pogrebu, ko so Ronnie udeleženci izrazili sožalje, se je vanjo zaletel Will. Začela sta klepetati in na koncu filma Ronnie pove Willu, da se bo v naslednjem semestru začela šolati na kolidžu Juilliard. Will jo preseneti s tem, da ji pove, da se bo prepisal na univerzo v Kolumbiji v naslednjem semestru.

## Igralska zasedba
- Miley Cyrus kot Veronica »Ronnie« Miller, jezna uporniška sedem najst letnica, ki je prisiljena preživeti poletje s svojim odtujenim očetom.[4]
- Greg Kinnear kot Steve Miller,[5] oče Ronnie in Jonaha, bivši profesor na Julliardu in koncertni pianist, ki se je po ločitvi preselil v Georgio. Med poletjem se Steve ponovno poveže z Ronnie čez njuno ljubezen do glasbe. Z Jonahovo pomočjo, Steve poskuša popraviti škodo, ki jo je lokalni cerkvi povzročil požar s tem, da izdeluje vitraže za okna.[6][7]
- Kelly Preston kot Kim, mama Ronnie and Jonaha, ki svoja otroka po ločitvi vzgaja v New York Cityju.[5][7]
- Liam Hemsworth kot Will Blakelee,[8] popularni igralec odbojke, ki se namerava šolati na enem izmed najelitnejših kolidžov. Prostovoljno dela tudi v akvariju v Georgii. Je fant, v katerega se je Ronnie zaljubila.[7]
- Bobby Coleman kot Jonah Miller,[9][10] Ronniejin mlajši brat, ki se skupaj s sestro preseli v Tybee Island.[11]
- Nick Lashaway kot Marcus, vodja tolpe, ki si služi denar z žongliranjem z gorečimi žogicami.[9]
- Carly Chaikin kot Blaze, upornica,[12] ki se spoprijatelji z Ronnie ko pride v Georgio. Kakorkoli že, Blaze izda Ronnie, ko misli, da se je Ronnie zaljubila v njenega fanta.[13]
- Adam Barnett kot Teddy.[14]
- Nick Searcy kot Tom Blakelee,[15] Willov oče.
- Melissa Ordway kot Ashley, Willova bivša punca.[10]
- Carrie Malabre kot Cassie, Ashleyjina najboljša prijateljica.[16]
- Rhoda Griffis kot zdravnica[10]
- Lance E. Nichols kot pastor Charlie Harris,[10][11] pastor v mestni cerkvi. Bil je prvi Steveov učitelj klavirja, Stevov najboljši prijatelj med njegovim odraščanjem.[11]
- Hallock Beals kot Scott, Willov ljubosumni najboljši prijatelj, ki se trudi razdreti zvezo med Willom in Ronnie.[17][18]
- Stephanie Leigh Schlund kot Megan Blakelee,[10] Willova starejša sestra, ki je zaročena.[11]

## Produkcija

### Začetek
Ustvarjanje filma Poslednja pesem se je začelo, ko se je Disneyjev agent Jason Reed z Miley Cyrus pogovoril o njenih načrtih za kariero. V tistem času je bila Miley Cyrus najbolje poznana kot pop zvezdnica iz Disney Channelove otroške televizijske serije Hannah Montana, ki se je pogosto pojavljala v medijih. Ko se serija približuje h koncu, Disney upa, da bo Miley Cyrus lahko dobila še kakšne vloge, s katerimi se bo znebila slike najstniške pop zvezdnice in postala znana tudi starejšemu občinstvu. Med njenim srečanjem z Reedom, je Miley Cyrus izrazila željo, da bi posnela filme, enake filmu Spomin v srcu iz leta 2002, posnetem po istoimenskem romanu Nicholasa Sparksa. S filmom Spomin v srcu se je Mandy Moore, najstniška pop zvezdnica, podobna Miley Cyrus, prebila v igralsko kariero. Disney je poklical Adama Shankmana, režiserja filma Spomin v srcu, ki je sklenil pogodbo za snemanje filma z Miley Cyrus skupaj s svojo sestro in partnerko družbe Offspring Entertainment, Jennifer Gibgot. Tish Cyrus, mama Miley Cyrus in njena menedžerka je postala so-producentka filma. Agencija, ki zastopa igralske projekte Miley Cyrus, United Talent Agency, se je povezala s Sparksom, tudi stranko UTA, da bi ga povprašali, če namerava posneti kakšen film po svojih knjigah, v katerem bi lahko zaigrala tudi Miley Cyrus.
Do takrat je Nicholas Sparks posnel že film po romanu The Lucky One in zasnoval zgodbo za njegovo naslednjo knjigo. Pisatelj sam je povedal, da ima v trenutku napisane knjige, v katerih nastopajo osebe »mlajše od 20 in starejše od 50 let.« Za igralce nad petdesetim letom je imel na voljo nadaljevanje filma The Notebook, avgusta 2008 pa je Sparks ravno končal svoj novi projekt, ki govori o uporniški najstnici. Nicholas Sparks je kasneje povedal: »Jennifer je vprašala, če imam kaj, kar zaenkrat še ni bilo uporabljeno. Rekel sem ne, ampak smešno, moral bi reči, da ...« Sparks se je s predpostavko vrnil konec julija 2008. Ko so se o predlogu dogovorili z Miley Cyrus, njeno družino in Offspring Entertainment, je Nicholas Sparks s so-scenaristom Jeffom Van Wiejem končal scenarij, še preden je dokončal in objavil roman. Sparks je pojasnil, da so po dogovoru s snemanjem filma morali začeti še poleti leta 2009, in meni, da je to »enako, kot če posnamejo film po njegovi knjigi, samo da je ravno obratno.« Sparks in Van Wie sta prvi osnutek scenarija končala v decembru 2008, celoten scenarij pa mesec kasneje, januarja 2009. Sparks je menil, da je scenarij popolnoma preprost. Končan scenarij je bil dolg približno sto strani. Kljub temu, da Poslednja pesem ni prvi scenarij, ki ga je napisal Sparks, je to prvi scenarij, ki je dobil možnost za film. Roman je bil končan junija 2009, ob istem času, kot se je začelo snemanje filma, 8. septembra 2009 ga je izdala založba Grand Central Publishing. Dokler roman ni izšel, je zgodba tako filma kot romana ostajala skrivnost.
Julie Anne Robinson je podpisala pogodbo za režijo filma v maju leta 2009, saj so jo privlačila čustva, ki so prisotna v zgodbi. Poslednja pesem je prvi film, ki ga je režirala, kljub temu pa je že izkušena režiserka televizijskih serij in gledaliških iger. Prej je režirala epizode serij Gandža in Talenti v belem, prejela pa je tudi nominacijo za Zlati globus in nagrado BAFTA Award za svoje delo pri BBC-jevi seriji Viva Blackpool.
V juniju 2009 je Miley Cyrus v svojem blogu napisala, da je »bila že od nekdaj oboževalka Nicholasa Sparksa« in da komaj čaka, da posname dela, ločena od serije Hannah Montana, saj je to snemala "zelo dolgo časa" in ob televizijski seriji, glasbi, turnejah in filmu Hannah Montana: The Movie ni imela časa za snemanje ostalih projektov. Zaradi filma Poslednja pesem njena pogodba glede snemanja četrte sezone serije Hannah Montana vključuje tudi zelo dolg premor.

### Pisanje scenarija in naslov
Po popularnosti filma in romana A Walk to Remember je Sparks »vse svoje misli usmeril v to, da bi napisal zgodbo, drugačno od Spomin v srcu, vendar s podobnimi čustvi.« Izkušnje Nicholasa Sparksa kot očeta in kot trenerja atletike so mu pomagale izpiliti zgodbo, lika Jonah Miller in Will Blakelee pa temeljita na njegovih sinovih, Landonu in Milesu. Sparks je dejal, da je bilo zelo težko pisati zgodbo iz oči Ronnie, saj »nikoli nisem bil sedemnajstletno jezno dekle.« Ronnie je postala lik, sestavljen na podlagi mnogih najstnic, ki jih Sparks pozna, kot so na primer njegove nečakinje. Miley Cyrus je dejala, da se ji zdi, da v filmu ni tako pomemben njen vpliv na Ronnie, temveč njeni glasbeni elementi. Kakorkoli že, Ronnie igra samo klavir in Miley Cyrus v filmu ne poje, kljub temu pa je posnela nekaj soundtrackov zanj.
Disney Sparksu ni postavil nobenih omejitev glede Poslednje pesmi, kot na primer pitje alkoholnih pijač mladoletnih oseb in podobno, vendar je Sparks dejal, da je Disney z njim želel delati, saj »so prebrali moje romane. Moji najstniki ... ne delajo slabih stvari. Česa takšnega pač ne pišem. Ne pišem o prešuštvu, ne pišem o tem, kako preklinjajo ... V svojih romanih se osredotočam na ljubezen.« Kljub temu je Sparks priznava, da bi nekateri elementi dokončanega scenarija lahko motili režiserja ali snemalni studio. Podjetje Writers Guild of America je Sparksu priznalo vse zasluge za scenarij, čeprav so bile nekatere stvari do izida filma popolnoma neznane. Za primer, Sparks je dejal, da je lik Marcusa, vodje skupine žonglerjev, je bil spremenjen za film.
Projekt je ostajal neimenovan še mesece po pogovoru Nicholasa Sparksa z Disneyjem v juliju leta 2008. Nicholas Sparks je v septembru 2008 na spletni klepetalnici napisal: »Idejo imam že dokončano, vendar nimam naslova. To je precej značilno zame. Naslovi pridejo nazadnje.« Film je bil najprej imenovan »Untitled Miley Cyrus Project« (»Nenaslovljeni projekt Miley Cyrus«). V marcu 2009 je revija Variety napisala, da je »pogojni« naslov za film The Last Song (Poslednja pesem).

### Izbiranje igralske zasedbe
Miley Cyrus je ime za svoj lik izbrala sama in sicer ga je poimenovala »Ronnie«, v spomin na svojega dedka Rona Cyrusa, ki je umrl leta 2006. Preden so izbrali imena za like, je Sparks veliko ljudem nadel ime »Kirby«, kasneje pa »Hilary«. V novih intervjujih je Sparks razkril, da si med pisanjem Miley Cyrus ni predstavljal v vlogi glavne junakinje. Po tem, ko je dokončal scenarij, je povedal, da Miley Cyrus ne bo bila sposobna upodobiti glavnega lika uspešno: »Prva stvar, na katero sem pomislil po končanem scenariju, je bilo, vav, upam, da ji bo uspelo, ker je to zares težka vloga, jaz sem v to pripeljal velik razpon čustev, ti pa si samo šestnajstletnica, ki je delala z Disney Channelom. Si zares sposobna to narediti kot igralka?« Kakorkoli že, po tem, ko je bil prisoten na snemanju in si Miley Cyrus ogledal med igranjem, so njegovi dvomi izginili. Za igranje newyorške najstnice se je Miley Cyrus morala znebiti svojega južnega naglasa in se naučiti igranja klasičnega klavirja. Po tem, ko je končala s snemanjem, je Miley Cyrus dejala, da je odrasla  in »se zelo spremenila« čez poletje v Georgii, podobno kot Ronnie v filmu. »Ob igranju v tem filmu sem se počutila, kot da igram tudi vlogo svoje osebne rasti. Zato se zelo veselim, da bodo ljudje to videli.«
V aprilu 2009 je Disney izbral igralca Rafija Gavrona za vlogo Willa Blakeleeja, vendar so ga kasneje, maja 2009, zamenjali z avstralskim igralcem Liamom Hemsworthom. 18. maja 2009 so za vlogo Stevea Millerja dokončno izbrali igralca Grega Kinnearja. Za Kelly Preston je bila vloga Kim prva filmska vloga po smrti njenega sina, Jetta Travolte. Potem, ko se je spoznala z Calom Johnsonom, kaskaderjem v filmu, je Adam Barnett dobil vlogo Teddyja v maju 2009, zahvaljujoč svojemu talentu žongliranja.

### Snemanje

#### Premik v Georgio
»Nihče ne ve, kaj se bo zgodilo [...] Georgia si jih zelo želi in mi si jih zelo želimo, do ponedeljka [6. april 2009] pa si jih bo zelo želelo še kakšnih pet držav.«

 —Bev Perdue, guvernerka Severne Karoline
Film Poslednja pesem so najprej snemali v Severni Karolini, natančneje v Wrightsville Beachu in Wilmingtonu. Čeprav so film želeli posneti na tisti lokaciji, vendar so filmski ustvarjalci preučili še tri druge zvezne države in se nazadnje odločili, da je Georgia najprimernejši kraj za snemanje.
Cene v Georgii so bile sicer višje, vendar je država povrnila 30% snemalnih stroškov, med tem ko so jim v Severni Karolini povrnili le 15% od 1 milijona $ stroškov. Kljub temu se je Disney še naprej zelo zanimal za Severno Karolino in jim predlagal, da bodo film snemali pri njih, če bi država producirala vsaj polovico stroškov od 1 milijona $. Uradniki Severne Karoline so iskali načine, kako bi to lahko dosegli, nekaj časa pa so nameravali tudi vzeti denar iz podjetja Golden LEAF Foundation. Nameravali so tudi uvesti sistem, ki bi zaslužek denarja države povečal za 25%, ki so ga nazadnje posredovali vladi 27. avgusta 2009. Kakorkoli že, Disney se je nazadnje odločil, da bo snemanje potekalo v okviru že obstoječih zakonov in da bodo film snemali v Severni Kaliforniji kolikor časa jim bodo to filmske pravice, ki so jih kupili od Sparksa, dovoljevale. Družba je s tem prihranila še 125.000 do 225.000 $. Guvernerka Severne Karoline, Bev Perdue, je 1. aprila 2009 priredila tiskovno konferenco. Kakorkoli že, cariniki Severne Karoline so zavrnili sodelovanje v snemanju filma ter prisilili Perdueovo, da je zadnjo sekundo odpovedala konferenco. »Upala sem, da bom lahko dejala, da prihajajo sem in zdaj ne vem, če bom to še vedno lahko trdila«, je dejala Perdueova. »Nihče ne ve, kaj se bo zgodilo [...] Georgia si jih zelo želi in mi si jih zelo želimo, do ponedeljka [6. april 2009] pa si jih bo zelo želelo še kakšnih pet držav.« Johnny Griffin, vodja organizacije Wilmington Regional Film Commission, je pojasnil: »Disney snema filme. Snemajo tudi televizijske serije in televizijske filme za Disney Channel. Z izgubo tega enega projekta smo v bistvu izgubili vse te možnosti.« S tem so izgubili tudi nekaj delovnih mest in turizma.
9. aprila 2009, tri mesece po premisleku, so se uradno odločili, da bodo snemanje prestavili v Georgio. Za določitev točnega mesta so pregledali lokacije tabornikov, ostarelih in izoliranih za upodobitev doma Millerjev v filmu. Po treh mesecih in odkritju »koče Adams«, južno od Tybee Islanda, so Tybee in sosednja mesta pozno marca 2009 postali kraj snemanja, občasno pa so snemali tudi v Wilmington in Wrightsville Beach, Severna Karolina, kjer so scene kasneje spremenili. Kakorkoli že, informacije so se izkazale za preveč edinstvene, da bi jih prikrili. »Zelo dolgo smo se trudili prikriti dejstvo, da snemamo v Tybeeu in Savannah,« je kasneje dejal Bass Hampton, eden izmed uslužbencev, ki so izbirali lokacije za snemanje. Ustvarjalci filma so scenarista prepričali, da so spremenili kraj snemanja v Tybee Island in tako začeli snemati v Tybee Islandu in Savannah, prizore, snemali pa so med Tybee Island Light Station in Savannah Historic District. Prizori v romanu Nicholasa Sparksa pa so se še vedno dogajali v Severni Karolini. Kljub temu, da so se v Tybee Islandu dogajale še kakšne druge zgodbe v filmih, je Poslednja pesem prvi film, ki je bil tam posnet. Z imenom mesta so prelepili vse, od policijskih avtomobilov do poslovnih objektov, zaradi česar uradniki v Georgii napovedujejo trajen učinek na gospodarstvo. Snemanje filma Poslednja pesem je priskrbelo službo čez poletje več kot 500 ljudem, Georgii pa okrog 8 milijonov $ lokalnega dobička in 17,5 milijonov $ državnega dobička.

#### Scene
Nelson Coates je bil scenograf za film Poslednja pesem, odgovoren za vizualne vidike v filmu. Coates, ki je za svoje delo za serijo Stephena Kinga, The Stand, prejel nominacijo za nagrado Emmy, je zahteval 11 tednov priprav scen pred snemanjem. Med tem, ko se je večina scen dogajala na plaži v Tybee Islandu ali na prej pripravljenem osebnem zemljišču, je Coates popravil vizualne učinke med karnevalom in pri prizorih, ki so se dogajali v cerkvi.
Skavti v Georgii so preiskali celotno zvezno državo, da so našli staro izolirano zemljišče ob morju, ki so ga lahko spremenili v dom Millerjevih, čez tri mesece pa je skavt Andy Young odkril »kočo Adams« na južnem delu Tybee Islanda. »Bila je manj kot eno uro stran,« je kasneje povedal Young. »Večinoma se gre za hišo. Stavba je lahko samostojen lik v filmu.« Lastnik hiše, Sam Adams, je snemanje sprejel kot »priložnost, ki bi lahko hišo naredila neke vrste nesmrtno« v primeru, da bi bila uničena v nevihti. Obstajata dve različici o nastanku hiše. Ena od njih je, da je šestsobno hišo zgrad pradedek Adamsa v letu 1918. V celoti naj bi jo izdelal iz trdega borovega lesa, ki ga skorajda nikjer ni polakiral. Po podatkih revije Savannah Morning News oziroma njihove reporterke Lesley Conn pa je bila hiša »zgrajena v klasičnem plažnem stilu, da bi osebi dovolila hitro priti s široke verande v prostorne sobe iz bora.«
Cerkev so zgradili v šestih tednih ob vogalu, kjer se stikata dve različni ulici, blizu rezidenc. Enosobna stavba je bila zgrajena tako, da vase sprejme okoli osemdeset ljudi, zanjo pa naj bi porabili med 250.000 in 350.000 $. Koordinator posebnih učinkov, Will Purcell, je bil zaskrbljen glede scene, v kateri se pokaže gorenje objekta, kasneje pa je povedal, da ob snemanju cerkev ni dejansko gorela. Namenoma grozeč učinek je nastal zato, ker so snemali »z vseh možnih kotov kamere. Je popolnoma varno tudi za igralce.« Za simulacijo ognja so uporabili mnoge tehnike. Ob koncu snemanja je Miley Cyrus upala, da bodo lahko objekt poslali v Tennessee k njeni družini. Kakorkoli že, Disney se je strinjal, da bo najbolje, če objekt obdrži Tybee Island, vendar njegova povezava s Poslednjo pesmijo ne sme biti zanikana ali ovirana. Objekt so kasneje prestavili na drugo lokacijo ter kupili neversko kapelo za poroke na otoku; renovacija naj bi po pričakovanjih stala okrog 600.000 $.

#### Razpored snemanj
Zaradi polnega urnika Miley Cyrus so film Poslednja pesem lahko posneli samo v poletju. Nicholas Sparks je kasneje povedal: »V jeseni je imela glasbeno turnejo, nato pa se je spomladi vrnila na snemanje serije Hannah Montana. Zato je bil edini prosti čas na njenem urniku poletje.« Z so začeli 15. junija 2009 in končali 18. avgusta istega leta. Med vikendi niso snemali.
Prvi dan snemanja sta Miley Cyrus in Liam Hemsworth posnela prvi poljub njunih likov v oceanu. Junija so sicer posneli še dve sceni in sicer karneval in turnir odbojke, obe pa so posneli blizu pomola na plaži Tybee Islanda. Snemanje ob pomolu se je začelo 23. junija 2009, ko so posneli prizor, ko Kim pripelje Jonaha in Ronnie k Steveu. Sceno, ki prikazuje gorenje cerkve so posneli 10. julija 2009. Snemanje pri kampu Georgia Tech Savannah se je pričelo 16. julija Kinnear je s snemanjem končal dan pozneje, 17. julija. Poročno sceno so posneli pri Wormsloe Historic Site med 20. julijem in 23. julijem, snemali pa so jo po dvanajst ur vsak dan. Kasneje so nadaljevali s sceno pri otoku Isle of Hope 28. julija. Do 30. julija so se vrnili v Tybee Island, kjer so posneli še več scen na plaži. Lik Chaikinove je Cyrusinemu podtaknil krajo ure, kar so posneli 6. avgusta. 10. avgusta so posneli, kako je lik Liama Hemswortha opravil menjavo olja ter kako je lik Miley Cyrus iskal eliten butik za nakup obleke za poroko v Savannah. Pogreb so posneli med 11. avgustom in 13. avgustom 2009 v cerkvi, zgrajeni za film, pri Tybee Islandu. 15. avgusta so posneli scene, v katerih cerkev gori. 16. avgusta so igralska zasedba in ustvarjalci filma prispeli v Atlanto, Georgia ter zadnje dneve snemanja preživeli v akvariju v Georgii. Po analiziranju območja 17. avgusta, so 18. avgusta začeli snemati na javnih območjih, da bi se izognili gneči. Ko se je akvarij odprl ob 10:00, so s snemanjem nadavljevali tam.

#### Glavate karete
Zaradi nasprotujočih se osebnosti glavnega para, se je Nicholas Sparks soočil s težavnostjo v iskanju skupnega interesa, ki bi Willa in Ronnie prisilila v to, da bi skupaj preživela nekaj časa. »Moralo je biti med poletjem, ko je bila [Ronnie] v mestu in karkoli že se bi zgodilo, se je moralo začeti junija in končati avgusta. Ker si vedno želimo ujemanje,« je dejal Sparks. Poletni tabor ali poletno službo je omenil kot tipični interes iz knjig, vendar sta se mu zdela oba neizvirna in dolgočasna. »Torej, moralo je biti izvirno, moralo je biti zanimivo, hkrati pa je moralo biti tudi univerzalno, da se zdi, kot da se takšne stvari lahko zgodijo komur koli.« Sparks se je nazadnje odločil, da se bosta Will in Ronnie povezala prek gnezd z jajci glavatih karet, saj v avgustu plenilci pogosto uplenijo takšna gnezda. Scena, v kateri so se mlade glavate karete izvalile, je prišla na vrsto v prvem tednu avgusta, zanjo pa so potrebovali šestindvajset živih glavatih karet. Mlade karete imajo prirojen nagon, ki jih takoj po izvalitvi usmeri proti oceanu, zato so to sceno morali posneti zelo hitro. Mike Dodd iz Georgijskega oddelka za naravne vire, biolog, ki je nadzoroval sceno, je dejal, da so komaj izvaljene karete »vse vedele, kaj storiti: splazile so se do vode in odplavale stran.« Nicholas Sparks je kasneje v nekem intervjuju povedal, da je pričakoval, da bodo ustvarjalci filma to sceno digitalno dodali kasneje. V času snemanja so bile glavate karete namreč uvrščene med ogrožene vrste živali. Med promocijo ekološkega turizma je ta okolju prijazna scena za Tybee Islandu predstavljala veliko prednost.

### Post-produkcija
Poslednja pesem je s post-produkcijo začela po koncu snemanja, 18. avgusta 2009. Nadomestitve avtomatičnih dialogov so potekale v sredini septembra; Beals in Chaikinova sta morala nekaj svojih dialogov posneti 11. septembra in 18. septembra. Chaikinova je kasneje povedala, da sta morala delati po pet ur in pol. Režiserjevi odlomki so bili v studiju predstavljeni 1. oktobra tistega leta. Motion Picture Association of America je tri tedne kasneje pregledal film in izdal, da je »tematični material z nekaj nasilja, čutnostjo in blagim jezikom.«

## Glasba iz filma
»When I Look at You«, pesem Miley Cyrus, je originalno del njenega EP-ja The Time of Our Lives, vendar so jo vključili v film, saj se je zelo dobro ujemala z zgodbo v njem. Pesem je bila uporabljena tudi v napovedniku za film. 30. junija 2009 je na promociji svojega albuma Cradlesong glasbenik Rob Thomas za newyorški časopis Daily News povedal: »Moj prijatelj Adam Shankman, ki režiral Mileyjin novi film, me je zadnjič poklical po telefonu in mi rekel: 'Moraš napisati pesem za ta film!'. In jaz bi zagotovo pisal pesmi zanjo [za Miley Cyrus].« Soundtrack vsebuje tudi pesmi Caseyja McPhersona, glavnega pevca glasbene skupine Alpha Rev, ki je sklenil pogodbo z Disneyjevo založbo Hollywood Records v avgustu 2008. Anthony D'Alessandro iz revije Variety je napisal, da je uporaba tega soundtracka za Disneyjeve ustvarjalce »začetek« običajne prakse. Tudi pesem »A Different Side of Me« glasbene skupine Allstar Weekend je bila del soundtracka. Ta glasbena skupina je šele malo pred začetkom snemanja filma podpisala pogodbo z založbo Hollywood Records, takoj za tem, ko so zmagali na Disney Channelovem tekmovanju »N.B.T. Competition«. Soundtrack je v Združenih državah Amerike izšel 23. marca 2010.
Kljub temu, da pesem ni del soundtracka, se je v filmu pojavil tudi singl Snow Patrola iz leta 2006, »Shut Your Eyes«. Soundtrack je zaradi uspešne prodaje ob prvem tednu od izida dobil tudi DVD verzijo. Dosegel je sto četrto mesto na lestvici Billboard 200.

### Seznam pesmi
| Soundtrack      | Soundtrack                      | Soundtrack                                                                            | Soundtrack         | Soundtrack |
| Št.             | Naslov                          | Pisec                                                                                 | Izvajalec          | Dolžina    |
| --------------- | ------------------------------- | ------------------------------------------------------------------------------------- | ------------------ | ---------- |
| 1.              | „Tyrant‟                        | Andrew Brown, Zachary Filkins, Ryan Tedder                                            | OneRepublic        | 5:04       |
| 2.              | „Bring on the Comets‟           | Mark Guidry, Mark Palgy, Craig Pfunder                                                | VHS Or Beta        | 4:02       |
| 3.              | „Setting Sun‟                   | Finlay Beaton, Stuart Macleod, Joel Quartermain                                       | Eskimo Joe         | 3:49       |
| 4.              | „When I Look at You‟            | John Shanks, Hillary Lindsey                                                          | Miley Cyrus        | 4:09       |
| 5.              | „Brooklyn Blurs‟                | Alex Wong, Devon Copley                                                               | The Paper Raincoat | 4:15       |
| 6.              | „Can You Tell‟                  | Milo Bonacci, Alexandra Lawn, Wesley Miles, John Pike, Mathieu Santos, Rebecca Zeller | Ra Ra Riot         | 2:41       |
| 7.              | „Down the Line‟                 | José González                                                                         | José González      | 3:10       |
| 8.              | „Each Coming Night‟             | Sam Beam                                                                              | Iron & Wine        | 3:25       |
| 9.              | „I Hope You Find It‟            | Jeffrey Steele, Steven Robson                                                         | Miley Cyrus        | 3:55       |
| 10.             | „She Will Be Loved‟             | Adam Levine, James Valentine                                                          | Maroon 5           | 4:16       |
| 11.             | „New Morning‟                   | Casey McPherson                                                                       | Alpha Rev          | 3:44       |
| 12.             | „Broke Down Hearted Wonderland‟ | Edwin McCain, Maia Sharp, Pete Riley, Kevin Kinney                                    | Edwin McCain       | 3:02       |
| 13.             | „A Different Side of Me‟        | Nathan Darmody, Zachary Porter, Thomas Norris                                         | Allstar Weekend    | 3:08       |
| 14.             | „No Matter What‟                | Sydnee Duran, Dave Bassett                                                            | Valora             | 3:22       |
| 15.             | „Heart of Stone‟                | Sune Rose Wagner                                                                      | The Raveonettes    | 3:55       |
| 16.             | „Steve's Theme‟                 | Aaron Zigman                                                                          | Aaron Zigman       | 3:18       |
| Skupna dolžina: | Skupna dolžina:                 | Skupna dolžina:                                                                       | Skupna dolžina:    | 59:25      |

### Dosežki
| Lestvica (2010) | Dosežek |
| --------------- | ------- |
| Billboard 200   | 104     |

### Singli
- »When I Look At You« je izšel kot glavni singl soundtracka 16. februarja 2010. Dosegel je šestnajsto mesto na lestvici U.S. Hot 100 in štiriindvajseto mesto na lestvici Canadian Hot 100.[87]
- »I Hope You Find It« je singl iz albuma. Po tem, ko je bil album na voljo prek interneta, si je pesem naložilo ogromno število ljudi. Prejel je osmo mesto na lestvici Bubbling Under Hot 100 (Hot 100 - #108) ob koncu tedna 10. aprila 2010 in peto mesto na en teden kasneje (Hot 100 - #105), od 24. aprila dalje pa se ni več pojavil na lestvici.

## Izid

### Trženje
Po izidu romana 8. septembra 2009 je Nicholas Sparks začel s knjižno turnejo, ki je obsegala trinajst mest in v sklopu turneje opravil številne intervjuje. Med temi dogodki je govoril o pisanju novele in scenarija. Miley Cyrus in Walt Disney Studio-jev vodja Dick Cook sta se o filmu pogovorila 11. septembra tistega leta pri prvem D23 Expo. Prvi izrezki iz filma so bili na internetu na voljo od 11. septembra dalje in sicer so bili prikazani v videospotu za pesem »When I Look at You«. Napovednik so predvajali na turneji Miley Cyrus, Wonder World Tour, prvič na noč, ko se je turneja pričela in sicer 14. septembra 2009 v Portlandu, Oregon. Med vsakim koncertom v sklopu turneje je bil napovednik predvajan na ogromnem zaslonu na odru. Po končanem posnetku je Miley Cyrus na bel klavir zaigrala in zapela »When I Look at You«, med tem pa so se na zaslonu za njo prikazovali odlomki iz filma. 16. novembra 2009 so prve tri fotografije iz filma izšle tudi preko Facebookove strani filma. Naslednji dan je po internetu zaokrožil tudi napovednik filma. Film je v Los Angelesu premiero doživel 25. marca 2010.
Miley Cyrus je originalno nameravala oditi na premiero filma v Veliki Britaniji, vendar zaradi izbruha vulkana Eyjafjallajökulla 14. aprila 2010, zaradi katerega so začasno ukinili vse letalske prevoze, tega ni mogla narediti.

### Zaslužek in sprejem
Izid za film Poslednja pesem je bil najprej napovedan za 8. januar 2010, vendar so 22. septembra 2009 objavili, da je bila premiera filma prestavljena na 2. april 2010. 3. februarja 2010 so potrdili, da bo izid premaknjen za dva dneva nazaj, na sredo, 31. marec 2010. Film je takoj po premieri dobil pozitivne kritike s strani občinstva in že v prvem dnevu od izida zaslužil 5.125.103 $, predvajali pa so ga v 2.673 kinematografih in tako v povprečju zaslužil 1.917 $ na en kinematograf, ter pristal na vrhu dnevno najbolje prodajanih filmov. Zasedel je četrto mesto najbolje prodajanih filmov tisti konec tedna, saj je zaslužil 16.203.000 $. Po petih dneh od premiere je film zaslužil 25.590.000 $. Do maja 2010 je film po vsem svetu nabral že 80.036.834 $ dobička.

### Kritični sprejem
Film Poslednja pesem je prejel veliko pozornosti s strani filmskih kritikov. Spletna stran Rotten Tomatoes je filmu dala 20% ocene, kar je temeljilo na 105 ocenah. Nekateri kritiki so filmu na podlagi 23 ocen dodelili 13% ocene. Nek filmski kritik je v svoji oceni napisal: »Nesramno manipulativna kot vsi filmi Nicholasa Sparksa tudi Poslednja pesem nima dobre igralske zasedbe in več ljudi se ne ujema z zvezdnico, Miley Cyrus.«
Metacritic, ki filmom deli normalizirane ocene, je Poslednjo pesem označila za »na splošno neugodno« in ji dodelila 33%, kar je temeljilo na 27 ocenah.
Kritiki so pogosto kritizirali Sparksov in Van Wiejev scenarij in formulirano zgodbo. Mick LaSalle iz revije San Francisco Chronicle je napisal, da scenarij vključuje več napak ter da »scene ne vsebujejo kakršnih koli čustev.« Napisal je tudi: »Zgradba zgodbe je šibka. Incidenti si ne sledijo kot po tekočem traku.« Ko so ocenjevali nastop Miley Cyrus, so ji kritiki priznali njeno odrsko prisotnost, vendar pogosto kritizirali njene igralske sposobnosti. Jay Stone iz revije The Ottawa Citizen je napisal, da je njena upodobitev jezne najstnice Ronnie »sestavljena iz tišine in včasih kar smešna [...] Cyrusova nima veliko talenta, vendar ima občutek.«  
Rob Nelson iz revije Variety je napisal: »Cyrusova se, žal, še ni naučila, kako igrati [...] Ampak pokaže svoj velik potencial kot pianistka in je še vedno razmeroma simpatična.« A. O. Scott iz revije The New York Times verjame, da je »njena Hannah Montana je ustvarila agresiven čar«, v Poslednji pesmi pa »igra in ne raziskuje motivov in občutkov njenega lika.«
Roger Ebert je filmu dodelil oceno 2,5/4. Pohvalil je igranje in režijo, vendar mu ni bila všeč zgodba in Sparksov scenarij.
Kinnearjev nastop je prejel pozitivne ocene s strani filmskih kritikov. A. O. Scott je napisal: »Za spremembo je lepo videti g. Kinnearja v vlogi popolnoma simpatičnega lika, vendar se zdi, da se njegova subtilnost v projektu izgubi, saj film nima interesa obeh.« Michael Phillips iz revije The Chicago Tribune je njegov nastop ocenil z besedami: »Zanesljivo odkrit in vplivajoč se [Kinnear] bori proti valovom na podoben način, kot tibetanski menih proti tsunamiju v filmu 2012.«  
Glen Whipp iz Associated Press je napisal: »Kinnear filmu dvigne standard na stopnjo, na kateri si ne zasluži biti.« Stone svetuje: »Pazil bi se Liama Hemswortha.« 
Stephen Witty iz revije The Star-Ledger je komentiral: »Novinka Carly Chaikin [ki] igra 'slabo dekle' [...] z vznemerljivo mešanico divjosti in ranljivosti. Na polovici filma sem si zaželel, da bi Chaikinova igrala glavno vlogo.« 
Ocene nastopa Bobbyja Colemana so bile mešane; Jeff Vice iz »Deseret News« ga je označil za »motečega«,  med tem pa je Jon Bream iz revije Star Tribune napisal: »Nastop, ki si ga najbolj zapomniš, pa je igranje Colemana, 12 [... ki] je dobil veliko dobrega teksta in film napolni s samozavestjo.«

### DVD in Bluray
DVD in Bluray s filmom Poslednja pesem sta izšla 17. avgusta 2010 v Združenih državah Amerike in 6. septembra 2010 v Veliki Britaniji.
Od 28. septembra so prodali 1 148 309 izvodov DVD-ja v ZDA, s čimer so zaslužili 20.821.853 $ (več kot 20 milijonov $ dobička).

## Nagrade in nominacije
| Leto | Nagrada            | Kategorija                            | Nominiranec                  | Osvojeno? |
| ---- | ------------------ | ------------------------------------- | ---------------------------- | --------- |
| 2010 | Teen Choice Awards | Izbira filma: Drama                   | Igralska zasedba             | Ne        |
| 2010 | Teen Choice Awards | Izbira filmske igralke: Drama         | Miley Cyrus                  | Ne        |
| 2010 | Teen Choice Awards | Izbira filmske prebojne zvezde: Moški | Liam Hemsworth               | Da        |
| 2010 | Teen Choice Awards | Izbira filma: Šminka                  | Miley Cyrus & Liam Hemsworth | Ne        |
| 2010 | Teen Choice Awards | Izbira filma: Kemija                  | Miley Cyrus & Liam Hemsworth | Ne        |
| 2010 | Teen Choice Awards | Izbira filma: Plesalna scena          | Miley Cyrus & Liam Hemsworth | Ne        |
| 2010 | Teen Choice Awards | Izbira filma: Najboljša forma         | Miley Cyrus                  | Da        |
| 2010 | Teen Choice Awards | Izbira glasbe: Ljubezenska pesem      | When I Look At You           | Da        |